# Amazin'
Amazin' è il quinto album in studio della rapper statunitense Trina, pubblicato nel 2010.

## Tracce
1. Amazin' – 3:10
2. That's My Attitude – 3:42
3. Million Dollar Girl (featuring Keri Hilson & Diddy) – 4:02
4. On Da Hush (featuring Shonie) – 3:51
5. Dang a Lang (featuring Nicki Minaj & Lady Saw) – 4:39
6. I Want It All (featuring Monica) – 4:04
7. White Girl (featuring Flo Rida & Git Fresh) – 3:27
8. My Bitches – 2:59
9. By Myself – 3:08
10. Always (featuring Monica) – 3:54
11. Currency (featuring Lil Wayne & Rick Ross) – 3:33
12. Make Way (featuring Lyfe Jennings) – 3:53
13. Let Dem Hoes Fight (featuring Kalenna Harper) – 3:45
14. Showing Out (featuring Trey Songz) – 4:38
15. Capricorn (featuring Shonie) – 3:49

Tracce bonus iTunes
1. Gucci Shoe Shoppin' – 3:37